# 康塞桑-杜科伊特
康塞桑-杜科伊特是巴西巴伊亚州的一个市镇。总面积1086.224平方公里，总人口62893人，人口密度57.9人/平方公里。